# Создатель мобильной онлайн-игры BLACK RUSSIA
Sasha_Dobrodel - Создатель мобильной онлайн-игры BLACK RUSSIA. Sasha_Dobrodel - это администор который создал данную игру. Его зовут Андрей Брыксин и он играет на сервере Омск.
Он родился 1 сентября 2008 года в Москве и проживает там по сей день.
На данный момент он играет на своем проекте, а именно на сервере Омск и занимает должность Заместителя Главного Администратора. 
Андрей создал мобильную игру со своим другом и они поделили процент между собой. Как создатель он все время принимает участие в жизни проекта и помогает игрокам.
1. ↑  Необходимо задать параметр title= в шаблоне {{cite web}}. Андрей Б. . forum.blackrussia.online. Блек раша (17 августа 2025). Дата обращения: 16 августа 2025.